# Bruce Marchiano
Bruce Marchiano (ur. 5 lutego 1956 w Los Angeles) – amerykański aktor filmowy i telewizyjny, znany głównie z ról przedstawiających postać Jezusa.

## Życiorys
Urodził się w Los Angeles w rodzinie rzymskokatolickiej. Jego ojciec był pochodzenia włoskiego, a matka była Syryjką. Wychowywał się w Hrabstwie Orange. 
W 1985 zadebiutował na szklanym ekranie w jednym z odcinków serialu kryminalnego Napisała: Morderstwo (Murder, She Wrote) – pt.: „Murder to a Jazz Beat” z Angelą Lansbury, Bradfordem Dillmanem i Cameronem Mitchellem. Potem był obsadzany jako czarny charakter, zanim został zaangażowany do roli Jezusa.

## Filmografia

### filmy fabularne
- 1994: Dzieje Apostolskie (The Visual Bible: Acts) jako Jezus Chrystus
- 2010: Spotkanie (The Encounter) jako Jezus
- 2012: Spotkanie 2: Raj utracony (The Encounter 2: Paradise Lost) jako Jezus
- 2012: Apostoł Piotr i Ostatnia Wieczerza (Apostle Peter and the Last Supper) jako Jezus

### seriale TV
- 1985: Napisała: Morderstwo (Murder, She Wrote) jako asystent reżysera
- 1989: Prawnicy z Miasta Aniołów (L.A. Law) jako łapacz
- 1990: Pokolenia (Generations) jako Starvos
- 1991: Columbo: Columbo and the Murder of a Rock Star jako technik
- 1995: Agencja modelek jako minister